# Avifilopluma

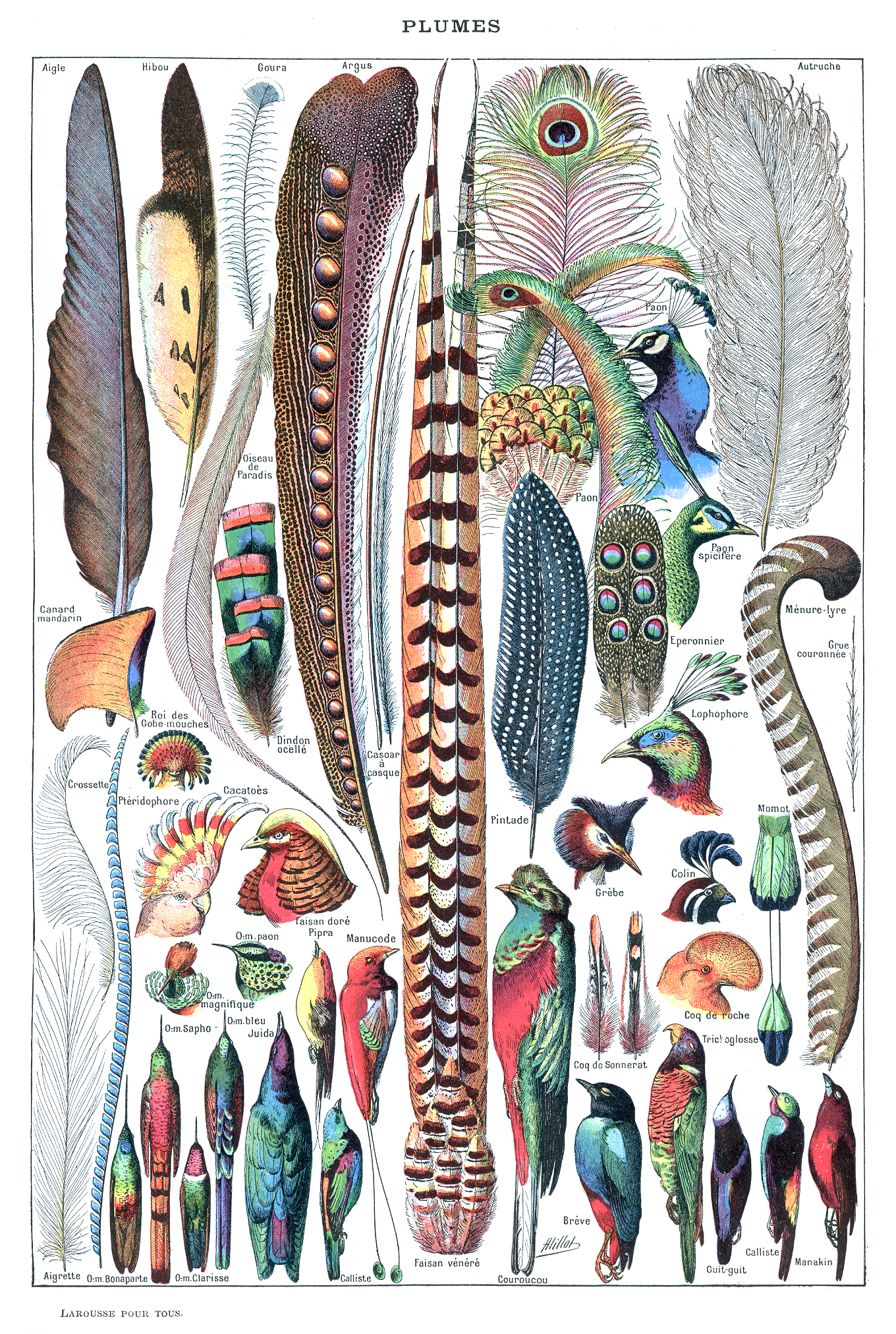
Малюнок демонструє різноманіття пташиних пер

Avifilopluma — клада, яка охоплює усіх тварин, що мають пера. На противагу до більшості клад, назви яких визначаються, спираючись на спорідненість, термін Avifilopluma спирається на апоморфію, тобто ознаки, притаманні лише даній групі (у цьому випадку — наявність пера).

## Означення
Термін Avifilopluma вперше був запроваджений в 2001 році Жаком Готьє i Кевіном де Куїро разом з назвами кількох інших клад типу засновані на апоморфіях, пов'язаних з еволюцією птахів. Згідно з дефініцією Готьє і де Куїро Avifilopluma — це клада, що походить від першого представника Panaves, який мав пера, гомологічні з перами Vultur gryphus.
Згідно авторам, пером є будь-яка порожниста ниткоподібна структура, що виростає зі шкірних вузликів, яка гомологічна з перами сучасних птахів.

## Представники
Спочатку, на основі скамянілих відбитків пер, Готьє i де Куїро приписали до цієї групи численні доісторичні види, визнані ними за непташі динозаври Sinornithosaurus i Archaeopteryx, а також Enantiornithes, усі вони вже мали справжні пера. Згодом визнали, що примітивні пера інших динозаврів, таких як Sinosauropteryx i Beipiaosaurus гомологічні з перами птахів — через це вони також належали до Avifilopluma — завдяки чому так звані Avifilopluma охоплювали більшість представників клад Maniraptora i Coelurosauria. Готьє i де Куїро припускали наявність пір'я навіть у найстаріших тероподів. Цю думку згодом було підтверджено у 2009 році, коли було знайдено рештки Tianyulong confuciusi — динозавра з нитковатими, нагадуючими пера структурами, що вкривали все тіло. Жанг із співробітниками, автори опису Tianyulong, помітили подібність між його перами і перами целурозаврів, що підтверджувало гіпотезу про гомологічність тих структур з перами сучасних птахів.
Деякі автори припускають, що структури, які покривали тіла птерозаврів, також є перами. Якщо ця гіпотеза справедлива, то пір'я виникло ще до поділу архозаврів на динозаврів і птерозаврів — у найбазальнішого представника клади Ornithodira.